# 芙蓉桥站
芙蓉桥站是位于吉林省长春市宽城区的一个轻轨车站，属于长春轨道交通3号线。旧车站为地面车站，已于2017年11月28日永久关闭。新车站为地下车站位于原辽宁路站与原芙蓉桥站之间，芙蓉公铁立交桥引桥北侧起点，距离芙蓉桥站旧址约300米。因出入口用地问题，本站不与东延段其他站点同时开通。新车站于2023年5月30日正式投入运营。

## 车站构造
原芙蓉桥站为地面车站，拥有两个侧式月台。新芙蓉桥站为地下车站，拥有一个岛式站台。

## 历史
- 2002年10月30日 - 开通使用。
- 2017年11月28日 - 旧地面站永久关闭[1]。
- 2023年5月30日 - 新地下站投入运营[2]。

## 车站周边
- 芙蓉路公铁立交桥
- 长春轨道客车